# Danh sách chi của Crambidae
Họ bướm đêm Crambidae chứa các chi sau:

## A
- Abegesta
- Aboetheta
- Acellalis
- Acentria
- Acentropus
- Achantodes
- Acharana
- Achilo
- Achyra
- Acicys
- Acridura
- Acropentias
- Acrospila
- Adelpherupa
- Adoxobotys
- Aediodes
- Aediodina
- Aedis
- Aeglotis
- Aenigmodes
- Aeolopetra
- Aeolosma
- Aeschremon
- Aethaloessa
- Aethiophysa
- Aetholix
- Agassiziella
- Agastya
- Agathodes
- Aglaops
- Agrammia
- Agrioglypta
- Agriphila
- Agriphiloides
- Agrotera
- Aiyura
- Alamogordia
- Alatuncusia
- Alatuncusiodes
- Algedonia
- Alisa
- Alloperissa
- Almita
- Almonia
- Alpherakia
- Alutefa
- Amaurophanes
- Ambahona
- Ambia
- Ametasia
- Ametrea
- Amselia
- Anaclastis
- Anageshna
- Analcina
- Analthes
- Analyta
- Anamalaia
- Anania
- Anarmodia
- Anarpia
- Anatralata
- Ancalidia
- Ancylolomia
- Ancyloptila
- Ancylostomia
- Angonia
- Angustalius
- Anisoctena
- Anomocrambus
- Antennodes
- Anthocrypta
- Anthophilodes
- Anthophilopsis
- Antiercta
- Antigastra
- Antiscopa
- Anydraula
- Aphrophantis
- Aphytoceros
- Apilocrocis
- Aplectropus
- Aplographe
- Aplomastix
- Apoblepta
- Apoecetes
- Apogeshna
- Aponia
- Aporocosmus
- Aporodes
- Apurima
- Apyrausta
- Araeomorpha
- Araschnopsis
- Araxates
- Archernis
- Archischoenobius
- Arenochroa
- Arequipa
- Argentochiloides
- Argyractis
- Argyractoides
- Argyrarcha
- Argyria
- Argyrophorodes
- Argyrostola
- Aripana
- Arischoenobius
- Aristebulea
- Arnia
- Arthriobasis
- Arthromastix
- Arthroschista
- Arunamalaia
- Arxama
- Asciodes
- Asparagmia
- Asphadastis
- Astura
- Asturodes
- Ategumia
- Atelocentra
- Atheropoda
- Atomoclostis
- Atomopteryx
- Atralata
- Auchmophoba
- Aulacodes
- Aulacophora
- Aulacoptera
- Aureocramboides
- Aureopteryx
- Aurorobotys
- Aurotalis
- Australargyria
- Autarotis
- Authaeretis
- Autocharis
- Autocosmia
- Auxolophotis
- Auxomitia
- Azochis

## B
- Bacotoma
- Baeoptila
- Balaenifrons
- Banepa
- Barisoa
- Basonga
- Batiana
- Beebea
- Betousa
- Bicilia
- Bifalculina
- Bissetia
- Blechroglossa
- Blepharomastix
- Blepharucha
- Bleszynskia
- Bocchoris
- Bocchoropsis
- Boeotarcha
- Boiea
- Boreophila
- Borer
- Botyodes
- Botys
- Boursinella
- Bradina
- Bradinomorpha
- Brevicella
- Brihaspa
- Burathema
- Burmannia

## C
- Cacographis
- Cadarena
- Caffrocrambus
- Calamochrous
- Calamoschoena
- Calamotropha
- Calarina
- Callibotys
- Callilitha
- Callinaias
- Calliphlycta
- Caloptychia
- Camptomastix
- Camptomastyx
- Cangetta
- Canuza
- Capparidia
- Caprinia
- Caradjaina
- Carbaca
- Carectocultus
- Carminibotys
- Catacteniza
- Catagela
- Catancyla
- Cataonia
- Catapsephis
- Catharia
- Catharylla
- Catoptria
- Cavifrons
- Cenocnemis
- Centropseustis
- Cephis
- Ceratarcha
- Ceratocilia
- Ceratoclasis
- Cereophagus
- Cervicrambus
- Ceuthobotys
- Chabula
- Chaerecla
- Chalcidoptera
- Chalcoela
- Chalcoelopsis
- Charema
- Charitopepla
- Charitoprepes
- Charltona
- Charltoniada
- Cheloterma
- Chilandrus
- Chilo
- Chilochroma
- Chilochromopsis
- Chilocorsia
- Chilomima
- Chilopionea
- Chilopsis
- Chilotraea
- Chilozela
- Chionobosca
- Chiqua
- Chlorobaptella
- Chnaura
- Chobera
- Cholius
- Choristostigma
- Chrismania
- Chromodes
- Chrysendeton
- Chrysobotys
- Chrysocramboides
- Chrysocrambus
- Chrysommatodes
- Chrysophyllis
- Chrysoteuchia
- Chrysothyridia
- Cilaus
- Cindaphia
- Ciraphorus
- Circobotys
- Cirrhocephalina
- Cirrhochrista
- Cissachroa
- Clarkeiodes
- Clasperia
- Classeya
- Clatrodes
- Cleoeromene
- Clepsicosma
- Cleptotypodes
- Cliniodes
- Clupeosoma
- Cnaphalocrocis
- Coclebotys
- Coelobathra
- Coelorhyncidia
- Coenostola
- Coenostolopsis
- Coenotalis
- Colimaea
- Colomychus
- Cometura
- Compacta
- Compsophila
- Conchylodes
- Condega
- Condylorrhiza
- Coniesta
- Conocramboides
- Conocrambus
- Conogethes
- Conoprora
- Conotalis
- Contiger
- Contortipalpia
- Coptobasis
- Coptobasoides
- Coremata
- Coremataria
- Cornifrons
- Corynophora
- Cosipara
- Cosmocreon
- Cosmophylla
- Cosmopterosis
- Cotachena
- Crambidiatraea
- Crambidion
- Crambixon
- Crambostenia
- Crambus
- Crasigenes
- Criophthona
- Crocidocnemis
- Crocidolomia
- Crocidophora
- Crypsiptya
- Cryptobotys
- Cryptocosma
- Cryptographis
- Cryptosara
- Culladia
- Culladiella
- Cuneifrons
- Cybalomia
- Cyclarcha
- Cyclocausta
- Cyclocena
- Cydalima
- Cylindrifrons
- Cymbopteryx
- Cymoriza
- Cynaeda
- Cypholomia
- Cyrtogramme

## D
- Dadessa
- Danaga
- Daraba
- Dasyscopa
- Daulia
- Dausara
- Davana
- Deana
- Deanolis
- Deba
- Decelia
- Decticogaster
- Deltobotys
- Demobotys
- Denticornutia
- Dentifovea
- Desmia
- Deuterarcha
- Deuterolia
- Deuterophysa
- Diacme
- Diadexia
- Diaphania
- Diaphantania
- Diasemia
- Diasemiodes
- Diasemiopsis
- Diastictis
- Diathrausta
- Diathraustodes
- Diatraea
- Diatraenopsis
- Diatraerupa
- Dicepolia
- Dichochromia
- Dichocrocis
- Dichocrocopsis
- Dichogama
- Dichotis
- Dichozoma
- Dicymolomia
- Didymostoma
- Dilacinia
- Dimorphocrambus
- Diphryx
- Dipleurina
- Dipleurinodes
- Diplopseustis
- Diploptalis
- Diploschistis
- Diplotyla
- Diptychophora
- Discothyris
- Dismidila
- Dodanga
- Dolicharthria
- Dolichobela
- Dolichosticha
- Donacaula
- Donacoscaptes
- Doratoperas
- Dosara
- Dracaenura
- Drachma
- Drosophantis
- Duponchelia
- Duzulla
- Dysallacta

## E
- Ebulea
- Ebuleodes
- Eclipsiodes
- Ecpyrrhorrhoe
- Ectadiosoma
- Edia
- Eidama
- Elachypteryx
- Elbursia
- Elethyia
- Ellogima
- Elophila
- Elosita
- Elusia
- Emphylica
- Emprepes
- Enchocnemidia
- Endocrossis
- Endographis
- Endolophia
- Endotrichella
- Ennomosia
- Ennychia
- Enyocera
- Eodiatraea
- Eoophyla
- Eoparagyractis
- Eoreuma
- Epactoctena
- Epascestria
- Ephelis
- Epherema
- Ephormotris
- Epichilo
- Epichronistis
- Epicorsia
- Epiecia
- Epimetasia
- Epimima
- Epina
- Epinoorda
- Epipagis
- Epiparbattia
- Eporidia
- Eranistis
- Ercta
- Erebangela
- Eremanthe
- Eretmopteryx
- Erilita
- Erilusa
- Erinothus
- Eristena
- Erotomanes
- Erpis
- Ertrica
- Erupa
- Eschata
- Eteta
- Eucallaenia
- Euchromius
- Euclasta
- Euctenospila
- Eudaimonisma
- Eudioptis
- Eudipleurina
- Eudonia
- Eufernaldia
- Eugauria
- Eugrotea
- Eulepte
- Euleucinodes
- Eumaragma
- Eumorphobotys
- Euparolia
- Eupastranaia
- Euphyciodes
- Eupoca
- Eupolemarcha
- Eurhythma
- Eurrhypara
- Eurrhyparodes
- Eurrhypis
- Eurybela
- Eurycraspeda
- Eurycreon
- Eurytorna
- Eusabena
- Eustenia
- Eustixia
- Eutectona
- Euthalantha
- Eutrichotis
- Evergestella
- Evergestis
- Exarcha
- Exeristis
- Exoria
- Exsilirarcha

## F
- Falx
- Fernandocrambus
- Filodes
- Fissicrambus
- Flavocrambus
- Framinghamia
- Frechinia
- Fredia
- Friedlanderia
- Fumibotys
- Furcivena

## G
- Gabalaeca
- Gadessa
- Gadira
- Galadra
- Gargela
- Geshna
- Gesneria
- Gethosyne
- Ghesquierellana
- Gibeauxia
- Giorgia
- Girdharia
- Girtexta
- Glaphyria
- Glaucocharis
- Glaucoda
- Glaucodontia
- Glauconoe
- Glycythyma
- Glyphandra
- Glyphidomarptis
- Glyphodes
- Gnamptorhiza
- Godara
- Goliathodes
- Goniopalpia
- Goniophysetis
- Goniorhynchus
- Gonocausta
- Gonodiscus
- Gononoorda
- Gonopionea
- Gonothyris
- Graphicopoda
- Gynenomis
- Gypodes
- Gyptitia
- Gyros

## H
- Haematia
- Hahncappsia
- Haimbachia
- Haitufa
- Haliotigris
- Hammocallos
- Hapalia
- Haplochytis
- Haplopediasia
- Haploplatytes
- Haritalodes
- Harpadispar
- Hednota
- Hedylepta
- Hedyleptopsis
- Heliothela
- Heliothelopsis
- Hellula
- Helonastes
- Helvibotys
- Hemiloba
- Hemiplatytes
- Hemiptocha
- Hemiscopis
- Hemopsis
- Hendecasis
- Heortia
- Heptalitha
- Herbula
- Hercynella
- Heringiella
- Herpetogramma
- Heterocnephes
- Heterudea
- Hilaopsis
- Hileithia
- Hoenia
- Hombergia
- Homochroa
- Homophysa
- Homophysodes
- Hoplisa
- Hoploscopa
- Hormatholepis
- Hositea
- Hoterodes
- Hutuna
- Hyalea
- Hyalinarcha
- Hyalitis
- Hyalobathra
- Hyaloplaga
- Hyalorista
- Hydreuretis
- Hydriris
- Hydrocampus
- Hydrophysa
- Hydropionea
- Hydrorybina
- Hygraula
- Hylebatis
- Hymenia
- Hymenoptychis
- Hyperanalyta
- Hyperectis
- Hyperlais
- Hyperthalia
- Hyphercyna
- Hypiesta
- Hypotomorpha
- Hystrixia

## I
- Ichthyoptila
- Idessa
- Idioblasta
- Idiostrophe
- Idiusia
- Iesta
- Ilurgia
- Incaeromene
- Indogrammodes
- Iranarpia
- Irigilla
- Ischnoscopa
- Ischnurges
- Ismene
- Isocentris

## J
- Japonichilo
- Japonicrambus
- Jartheza
- Jativa
- Juania

## K
- Kasania
- Kerbela
- Knysna
- Krombia
- Kupea

## L
- La
- Lampridia
- Lamprophaia
- Lamprosema
- Lancia
- Langessa
- Laniifera
- Laniipriva
- Lasiacme
- Lasiogyia
- Lathroteles
- Lativalva
- Leechia
- Leimonia
- Leonardo
- Lepidoneura
- Lepidoplaga
- Leptarchis
- Leptosophista
- Leptosteges
- Lepyrodes
- Leucargyra
- Leucinocrambus
- Leucinodella
- Leucinodes
- Leucochroma
- Leucochromodes
- Leucocraspeda
- Leucogephyra
- Leucoides
- Leucophotis
- Libuna
- Limbobotys
- Limnopsares
- Lineodes
- Linosta
- Liopasia
- Lipararchis
- Lipocosma
- Lipocosmodes
- Lipocosmopsis
- Lissophanes
- Loetrina
- Lomotropa
- Lotanga
- Loxmaionia
- Loxocorys
- Loxocrambus
- Loxocreon
- Loxomorpha
- Loxoneptera
- Loxophantis
- Loxoscia
- Loxostege
- Loxostegopsis
- Luma
- Lumenia
- Lygropia
- Lyndia
- Lypotigris

## M
- Mabilleodes
- Mabra
- Macaretaera
- Macreupoca
- Macrobela
- Macrobotys
- Macronomeutis
- Macrospectrodes
- Maelinoptera
- Malaciotis
- Malageudonia
- Malgasochilo
- Malleria
- Maoricrambus
- Maracayia
- Marasmia
- Marasmianympha
- Mardinia
- Margaretania
- Margaritia
- Margarochroma
- Margarosticha
- Maroa
- Maruca - includes Siriocauta
- Marwitzia
- Massepha
- Mecyna
- Mecynarcha
- Meekiaria
- Megaphysa
- Megastes
- Megatarsodes
- Melanochroa
- Melanomecyna
- Meridiophila
- Meroctena
- Merodictya
- Merotoma
- Mesocondyla
- Mesocrambus
- Mesographe
- Mesolia
- Mesopediasia
- Mesothyris
- Mestolobes
- Metaclysta
- Metacrambus
- Metaeuchromius
- Metallarcha
- Metasia
- Metasiodes
- Metathyrida
- Metaxmeste
- Metoeca
- Metoportha
- Metraeopsis
- Metrea
- Micractis
- Micraglossa
- Micrelephas
- Microcausta
- Microcramboides
- Microcrambon
- Microcrambus
- Microdracon
- Micromartinia
- Microphysetica
- Microstega
- Microtalis
- Microtheoris
- Microthyris
- Midila
- Midilambia
- Mimasarta
- Mimetebulea
- Mimocomma
- Mimophobetron
- Mimorista
- Mimoschinia
- Mimudea
- Miraxis
- Mirobriga
- Mixophyla
- Miyakea
- Mnesictena
- Modestia
- Mojavia
- Mojaviodes
- Molybdantha
- Monocona
- Monocoptopera
- Monocrocis
- Morocosma
- Mukia
- Munroeodes
- Munroessa
- Musotima
- Mutuuraia
- Myelobia
- Myeza
- Myriostephes
- Myriotis
- Myrmidonistis
- Mysticomima

## N
- Nacoleia
- Nacoleiopsis
- Nagahama
- Nagiella
- Namangania
- Nankogobinda
- Nannobotys
- Nannomorpha
- Nascia
- Nausinoe
- Neadeloides
- Nealgedonia
- Neargyractis
- Neargyria
- Neargyrioides
- Neasarta
- Nechilo
- Neerupa
- Nehydriris
- Neoanalthes
- Neobanepa
- Neocataclysta
- Neocrambus
- Neoculladia
- Neocymbopteryx
- Neodactria
- Neoepicorsia
- Neoeromene
- Neogenesis
- Neohelvibotys
- Neohendecasis
- Neoleucinodes
- Neomabra
- Neomusotima
- Neopediasia
- Neoschoenobia
- Neostege
- Nephalia
- Nephelobotys
- Nephelolychnis
- Nephrogramma
- Nesarcha
- Nesolocha
- Neurophruda
- Neurophyseta
- Nevrina
- Nicaria
- Niphadaza
- Niphadoses
- Niphograpta
- Niphopyralis
- Niphostola
- Nistra
- Noctuelia
- Noctueliopsis
- Noctuelita
- Nolckenia
- Nomis
- Nomophila
- Nonazochis
- Noorda
- Noordodes
- Nosophora
- Notarcha
- Nothomastix
- Nothosalbia
- Notocrambus
- Nuarace
- Nyctiplanes
- Nymphaeella
- Nymphicula
- Nymphula
- Nymphuliella
- Nymphulodes
- Nymphulosis

## O
- Obtusipalpis
- Occidentalia
- Ochlia
- Odilla
- Odontivalvia
- Oedematarcha
- Oenobotys
- Oligernis
- Oligocentris
- Oligostigma
- Oligostigmoides
- Omiodes
- Ommatospila
- Omphaloptera
- Omphisa
- Opisthedeicta
- Opsibotys
- Orenaia
- Oressaula
- Orobena
- Orocala
- Orocrambus
- Oronomis
- Orosana
- Orphanostigma
- Orphnophanes
- Orthocona
- Orthomecyna
- Orthoraphis
- Orthospila
- Oseriates
- Osiriaca
- Osphrantis
- Ostrinia
- Otiophora
- Oxyelophila

## P
- Pachybotys
- Pachynoa
- Pachyparda
- Pachyzancla
- Pachyzancloides
- Pagmanella
- Pagmania
- Pagyda
- Palepicorsia
- Paliga
- Palpita
- Palpusia
- Panalipa
- Panopsia
- Panotima
- Panstegia
- Pantoeocome
- Pantographa
- Paracataclysta
- Paracentristis
- Paracorsia
- Paracymoriza
- Paradosis
- Parambia
- Paracoleia
- Parancyla
- Paranomis
- Parapediasia
- Parapilocrocis
- Paraplatytes
- Parapoynx
- Parargyractis
- Parasitochroa
- Parastenia
- Paratalanta
- Paratraea
- Parbattia
- Parbokla
- Pardomima
- Paregesta
- Pareromene
- Parerupa
- Parotis
- Parthenodes
- Parudea
- Paschiodes
- Patania
- Patissa
- Patissodes
- Pectinobotys
- Pediasia
- Pelaea
- Pelecyntis
- Pelena
- Pelinopsis
- Penestola
- Peribona
- Perilypa
- Perimeceta
- Perinephela
- Perispasta
- Perisyntrocha
- Pessocosma
- Petrophila
- Phaedropsis
- Phakellura
- Phanerobela
- Phanomorpha
- Phenacodes
- Phlyctaenia
- Phlyctaenomorpha
- Phostria
- Phryctena
- Phryganodes
- Phryganomima
- Phycidicera
- Phyratocosma
- Physematia
- Piletocera
- Piletosoma
- Pilocrocis
- Piloptila
- Pimelephila
- Pindicitora
- Pitacanda
- Pitama
- Placosaris
- Plantegumia
- Plateopsis
- Platygraphis
- Platynoorda
- Platytes
- Platytesia
- Platytesis
- Plectrona
- Pleonectoides
- Pleonectusa
- Pleurasympieza
- Pleuroptya
- Plumegesta
- Plumipalpiella
- Pogonogenys
- Pogonoptera
- Polingia
- Polychorista
- Polycorys
- Polygrammodes
- Polygrammopsis
- Polyterpnes
- Polythlipta
- Porphyritis
- Porphyronoorda
- Porphyrorhegma
- Portentomorpha
- Potamomusa
- Praeacrospila
- Praephostria
- Pramadea
- Preneopogon
- Prenesta
- Prionapteron
- Prionapteryx
- Prionopaltis
- Prionotalis
- Probalaenifrons
- Prochoristis
- Proconica
- Procymbopteryx
- Prodasycnemis
- Prodelophanes
- Prodotaula
- Productalius
- Prolais
- Proleucinodes
- Promacrochilo
- Promylaea
- Pronomis
- Prooedema
- Propexus
- Prophantis
- Prorasea
- Prorodes
- Proschoenobius
- Protaphomia
- Protaulacistis
- Protepicorsia
- Proternia
- Proteroeca
- Proteuclasta
- Proteurrhypara
- Protinopalpa
- Protinopalpella
- Protocolletis
- Protonoceras
- Prototyla
- Protrigonia
- Protyparcha
- Psammobotys
- Psammotis
- Psara
- Psephis
- Pseudanalthes
- Pseudargyria
- Pseudebulea
- Pseudepicorsia
- Pseudeuchromius
- Pseudlithosia
- Pseudoancylolomia
- Pseudobissetia
- Pseudocatharylla
- Pseudochoreutes
- Pseudoclasseya
- Pseudoctenella
- Pseudoligostigma
- Pseudometachilo
- Pseudonoorda
- Pseudoparaponyx
- Pseudopediasia
- Pseudopolygrammodes
- Pseudopyrausta
- Pseudoschinia
- Pseudoschoenobius
- Pterygisus
- Ptiladarcha
- Ptilaeola
- Ptochostola
- Ptychopseustis
- Pycnarmon
- Pygospila
- Pylartes
- Pyradena
- Pyralausta
- Pyralocymatophora
- Pyrasia
- Pyrausta
- Pyraustimorpha
- Pythagoraea

## R
- Radessa
- Ramila
- Raphiptera
- Rapoona
- Ravanoa
- Rehimena
- Reskovitsia
- Rhagoba
- Rhectocraspeda
- Rhectosemia
- Rhectothyris
- Rhimphalea
- Rhimphaliodes
- Rhodocantha
- Rhynchetria
- Rinecera
- Rodaba
- Roxita
- Rupela

## S
- Sacculosia
- Sagariphora
- Salbia
- Salbiomorpha
- Samea
- Sameodes
- Sameodesma
- Sarabotys
- Saroscelis
- Sarothronota
- Satanastra
- Sathria
- Saucrobotys
- Scaeocerandra
- Scaptesylodes
- Sceliodes
- Scenoploca
- Schacontia
- Schoenerupa
- Schoenobiodes
- Schoenobius
- Schoenoploca
- Sciorista
- Scirpophaga
- Scissolia
- Sclerocona
- Scoparia
- Scopolia
- Scoptonoma
- Scybalista
- Scybalistodes
- Sebrus
- Sebunta
- Sedenia
- Sematosopha
- Semioceros
- Semniomima
- Sericocrambus
- Sericophylla
- Sericoplaga
- Sestia
- Siga
- Silveria
- Singamia
- Sinibotys
- Sinomphisa
- Siriocauta - junior đồng nghĩa của Maruca
- Sisyracera
- Sisyrophora
- Sitochroa
- Sobanga
- Somatania
- Sozoa
- Sparagmia
- Spargeta
- Sphaerodeltis
- Spilomela
- Spoladea
- Stantira
- Stegea
- Stegothyris
- Stemorrhages
- Stenia
- Stenicula
- Steniodes
- Stenocalama
- Stenochilo
- Stenochora
- Stenomeles
- Stenophyes
- Stenopydna
- Stenorista
- Stiphrometasia
- Storteria
- Strepsimela
- Strepsinoma
- Streptobela
- Styphlolepis
- Styxon
- Subhedylepta
- Sufetula
- Supercrambus
- Surattha
- Susumia
- Syllepis
- Syllepte
- Syllythria
- Sylora
- Symmoracma
- Symphonia
- Symphysa
- Synchromia
- Synclera
- Synclita
- Synclitodes
- Syncrotaula
- Syngamia
- Syngamilyta
- Syngropia
- Syntomodora
- Syntonarcha
- Syntrita
- Syrbatis
- Syrianarpia

## T
- Tabidia
- Talanga
- Talis
- Tamsica
- Tanaobela
- Tanaophysa
- Tanaophysopsis
- Tangla
- Tasenia
- Tatobotys
- Taurometopa
- Tauroscopa
- Tawhitia
- Tchahbaharia
- Tegostoma
- Tehama
- Telespasta
- Temnobasis
- Tenerobotys
- Terastia
- Terastiodes
- Teratausta
- Teratauxta
- Tessema
- Tetracona
- Tetraprosopus
- Tetrernia
- Tetridia
- Thalamarchis
- Thaumatopsis
- Theila
- Thelda
- Thesaurica
- Thevitella
- Thisanotia
- Thliptoceras
- Tholerastis
- Tholeria
- Thyridiphora
- Thyridopsis
- Thysanodesma
- Thysanoidma
- Tipanaea
- Tipuliforma
- Tirsa
- Titanio
- Tobata
- Togabotys
- Tomissa
- Torqueola
- Tortriculladia
- Toulgoetodes
- Toxobotys
- Trematarcha
- Trichaea
- Trichoceraea
- Trichophysetis
- Trichoptychodes
- Trichovalva
- Trieropis
- Trigamozeucta
- Trigonobela
- Trigonoorda
- Trigonuncus
- Trinidadia
- Tripodaula
- Trischistognatha
- Tritaea
- Trithyris
- Triuncidia
- Troctoceras
- Tryporyza
- Tulaya
- Tulla
- Turania
- Tylostega
- Tyspana
- Tyspanodes

## U
- Ubida
- Udea
- Udonomeiga
- Uinta
- Uliocome
- Ulopeza
- Uncobotyodes
- Undulambia
- Upiga
- Uresiphita
- Urola
- Usgentia
- Usingeriessa
- Uthinia

## V
- Varpa
- Vatica
- Vaxi
- Velasquez
- Veronese
- Vietteina
- Viettessa
- Vinculopsis
- Vittabotys
- Voliba

## W
- Welaka
- Witlesia
- Wurthia

## X
- Xacca
- Xanthelectris
- Xanthocrambus
- Xanthomelaena
- Xanthopherne
- Xanthophysa
- Xanthopsamma
- Xanthostege
- Xeroscopa
- Xubida

## Y
- Yezobotys

## Z
- Zacatecas
- Zagiridia
- Zeadiatraea
- Zebrodes
- Zebronia
- Zellerina
- Zenamorpha
- Zeuzerobotys
- Zinckenia
- Zolca
- Zovax